# Веб-камера (филм)
Веб-камера (енгл. Cam) амерички је филм из 2018. са елементима хорора и трилера. Режију потписује Данијел Голдхабер, по сценарију Исе Мацеј. Глумачку поставу предводи Мадлин Бруер.
Премијера је приказана 18. јула 2018. на Међународном филмском фестивалу Fantasia, након чега га је 16. новембра 2018. приказао Netflix. Добио је изузетно позитивне рецензије критичара, који су похвалили атмосферу, режију и глумачку поставу.

## Радња
Након што јој девојка налик њој преузме налог, Алис која ради као сексуална радница путем веб-камере са све већим бројем обожавалаца, креће у идентификацију тајанственог кривца и враћање свог идентитета.

## Улоге
| Глумац               | Улога       |
| -------------------- | ----------- |
| Мадлин Бруер         | Алис        |
| Печ Дара             | Арнолд      |
| Мелора Волтерс       | Лин         |
| Дејвид Друид         | Џордан      |
| Мајкл Демпси         | Барни       |
| Флора Дијаз          | Фокс        |
| Имани Хаким          | Бејби       |
| Саманта Робинсон     | Принсес Екс |
| Џесика Паркер Кенеди | Кејти       |
| Кеј Тан              | Лаки Дак    |